# 巴拉卡德縣
巴拉卡德縣是印度的一個縣，位於該國中部，由中央邦負責管轄，面積9,245平方公里，識字率為78.29%，人口在2001至2011年期間增長13.56%，2011年人口1,701,156，人口密度每平方公里184人。
21°58′N 80°20′E / 21.967°N 80.333°E